# Havenstad (film)
Havenstad (Zweeds: Hamnstad) is een Zweedse dramafilm uit 1948 onder regie van Ingmar Bergman.

## Verhaal
De suïcidale Berit heeft een relatie met Gösta, een matroos die besloten heeft om een nieuw leven te beginnen aan land. Langzamerhand vertelt Berit hem meer over haar familieproblemen en haar mislukte relaties in het verleden. Gösta weet niet goed hoe hij met zoveel onthullingen moet omgaan. 

## Rolverdeling
| Acteur                 | Personage         |
| ---------------------- | ----------------- |
| Nine-Christine Jönsson | Berit             |
| Bengt Eklund           | Gösta             |
| Mimi Nelson            | Gertrud           |
| Berta Hall             | Moeder van Berit  |
| Birgitta Valberg       | Mevrouw Vilander  |
| Sif Ruud               | Mevrouw Krona     |
| Britta Billsten        | Prostituee        |
| Harry Ahlin            | Skåningen         |
| Nils Hallberg          | Gustav            |
| Sven-Eric Gamble       | Eken              |
| Yngve Nordwall         | Chef              |
| Nils Dahlgren          | Vader van Gertrud |
| Hans Strååt            | Bengt Vilander    |
| Erik Hell              | Vader van Berit   |
| Stig Olin              | Thomas            |